# Marge Simpson
Marjorie "Marge" Simpson (født Bouvier) er en fiktiv hovedperson i den animerede tv-serie The Simpsons og en del af den familie, som serien handler om. Skuespilleren Julie Kavner lægger stemme til hende. Marge debuterede med resten af familien på tv i The Tracey Ullman Show-kortfilmen Good Night den 19. april 1987.
Figuren blev skabt af tegneren Matt Groening, mens han ventede i lobbyen på James L. Brooks' kontor. Groening blev bedt om et udkast til en række kortfilm baseret på hans tegneserie Life in Hell, men i stedet besluttede han sig for en hel række tegneseriefigurer. Han navngav Marge efter sin mor, Margaret Groening. Efter at Familien Simpson havde medvirket på The Tracey Ullman Show i tre år, fik de deres egen serie på FOX, som fik premiere 17. december 1989.
Marge er den velmenende og yderst tålmodige moder i Simpson-familien. Hun er den moralske kraft i familien og er ofte den jordbundne stemme midt i familiens narrestreger, hvor hun forsøger at holde orden i husstanden. Marge er ofte portrætteret som en stereotyp tv-mor og er ofte optaget på listerne over de bedste "TV-mødre". Med sin mand Homer har hun børnene Bart, Lisa og Maggie. Hun har optrådt i andre medier i forbindelse med The Simpsons – herunder computerspil, The Simpsons Movie, The Simpsons Ride, reklamer og tegneserier – og inspirerede en hel linje af merchandise.
Marges karakteristiske blå bikube-frisure var inspireret af en kombination af Frankensteins Brud og den frisure, Margaret Groening havde i 1960'erne. Julie Kavner, der hørte til den oprindelige skuespillerstab i The Tracey Ullman Show, blev bedt om at lægge stemme til Marge, så det ikke var nødvendigt med flere til at lægge stemme til serien. Kavner har vundet flere priser for at lægge stemme til Marge, herunder en Primetime Emmy Award "for en uovertruffen indtalingspræstation" i 1992. Hun var også nomineret til en Annie Award for Bedste indtalingsskuespil i en animationsfilm for sin præstation i The Simpsons Movie. I 2000 blev Marge og resten af hendes familie tildelt en stjerne på Hollywood Walk of Fame.

## Rolle iThe Simpsons
The Simpsons bruger en flydende tidslinje, hvor figurerne ikke ældes fysisk, og showet generelt foregår i indeværende år. Men i flere episoder har begivenhederne i Marges liv været knyttet til bestemte perioder, selv om det er blevet modsagt i senere episoder.
Marge Simpson er gift med Homer og mor til Bart, Lisa og Maggie Simpson. Hun er opdraget af sine forældre, Jacqueline og Clancy Bouvier. Hun har et par søstre, de glædesløse Patty og Selma, som begge højlydt misbilliger Homer. I "The Way We Was" (sæson to, 1991) afslørede flashback, at Marge gik på Springfield High School, hvor hun på andet år mødte Homer. Hun var først tilbageholdende i forhold Homer, men sagde ja til at gå til bal med ham, skønt hun endte med at gå med Artie Ziff. Senere fortryder hun, at hun gik med Artie og ender med Homer alligevel, efter at have samlet ham op i vejkanten. Efter de to havde dannet par i flere år, opdagede Marge, at hun var gravid med deres første barn, Bart, hvilket fik hende og Homer til at gifte sig i et lille bryllupskapel på den anden side af statsgrænsen.
Bart blev født kort efter, og parret købte deres første hus. Afsnittet "That 90's Show" (sæson 19, 2008) modsiger store dele af den etablerede baggrundshistorie, eksempelvis blev det afsløret, at Marge og Homer var barnløse i begyndelsen af 1990'erne, selv om tidligere episoder havde antydet, at Bart og Lisa blev født i 1980'erne.
Som med mange af seriens figurer ændres Marges alder, så den tjener historien bedst muligt. I episoderne "Live On The Fast Lane" og "Some Enchanted Evening" (1990) nævnes det, at Marge er 34 år. I "Regarding Marge" (sæson 17, 2006), nævner Homer, at Marge er på hans alder. Det betyder, at hun skulle være mellem 36 og 40 år.
Marge har i det meste af serien ikke noget arbejde og vælger at være hjemmegående for at tage sig af sin familie. Hun har dog flere kortvarige jobs i løbet af serien, eksempelvis som atom-tekniker, sammen med Homer på Springfield Atomkraftværk i "Marge Gets a Job" (sæson fire, 1992), ejendomsmægler i "Realty Bites" (sæson ni, 1997), ejer af sit egen brezelbageri i "The Twisted World of Marge Simpson" (sæson otte, 1997) og arbejde i et erotisk bageri i "Sex, Pies og Idiot Scrapes" (sæson 20, 2008).
Selv om Marge aldrig har udtrykt utilfredshed med sin rolle som husmor, er hun blevet træt af den. I "The Springfield Connection" (sæson seks, 1995) beslutter Marge, at hun har brug for mere spænding i sit liv og bliver politibetjent. Men ved slutningen af episoden bliver hun ked af korruptionen i styrken og stopper igen.

## Karakter

### Skabelse
Matt Groening udtænkte først Marge og resten af Simpson-familien i 1986 i lobbyen på producenten James L. Brooks' kontor. Groening var blevet bedt om at skitsere en serie af animerede kortfilm til The Tracey Ullman Show og havde til hensigt at præsentere en tilpasset version af sin Life in Hell-tegneserie. Da han indså, at en animation af Life in Hell ville kræve, at han skulle frasige sig rettighederne, besluttede Groening at gå i en anden retning og skyndte sig at skitsere sin version af en dysfunktionel familie og navngive karaktererne efter medlemmer af sin egen familie, hvor Marge blev opkaldt efter Groenings egen mor.
Margaret "Marge" Groening har sagt, at hun har få ligheder med tegneserie-karakteren: "Det er virkelig underligt, at folk tror, du er en tegneserie-figur."
Marges bikubefrisure var inspireret af Frankensteins Brud og den frisure, Margaret Groening havde i 1960'erne, selv om hendes hår aldrig var blåt.
Marge debuterede sammen med resten af Simpson-familien den 19. april 1987 i The Tracey Ullman Show-kortfilmen Good Night. I 1989 blev kortfilmene bearbejdet til The Simpsons, en halvtimes-serie der blev sendt på på FOX. Marge og Simpson-familien forblev hovedpersonerne i dette nye show.
Matt Groening mener, at episoderne med Marge er blandt de vanskeligste at skrive. Bill Oakley mener, at "junior"-forfatterne sædvanligvis får Marge-episoderne, fordi han og skrive-partner Josh Weinstein skulle skrive flere af dem i deres første sæson.
I løbet af tredje sæson af showet var de fleste af forfatterne fokuseret på Bart og Homer, så David M. Stern besluttede at skrive en Marge-episode, der blev til "Homer Alone" (sæson tre, 1992). Han følte, at de kunne opnå en "dybere retning" af komedie i en episode, hvor Marge har et nervøst sammenbrud, og James L. Brooks godkendte hurtigt idéen.

### Design
Hele Simpson-familien var tegnet, så de er genkendelige i silhuet. Familien var groft udarbejdet, fordi Groening havde indsendt basale skitser til animatorer og forudsat, at de ville rentegne dem. I stedet valgte de bare at tegne over hans tegninger. Ved tegning af Marge begynder animatorerne typisk med en kugle på samme måde, som de tegner Lisa og Maggie. Øjnene laves herefter, så det ene sidder nogenlunde i midten af kuglen, og det andet på den forreste del af hovedet. Så tegnes næse og læbe. Hendes hår tegnes derefter på toppen som et langt rør, der kommer ud af kuglen. En original idé animatorerne havde for Marge, når hun gik gennem døråbninger, var at hendes hår blev tvunget ned, når hun gik gennem den, og så snart hun var fri af døren, ville det springe frem og tilbage. Det blev dog aldrig brugt.
Ifølge Matt Groening var ideen med Marges hår, at det skulle skjule store kaninører. Det skulle afsløres i sidste episode af serien, men blev skrottet tidligt på grund af uoverensstemmelser, og fordi kaninører ville være for kunstigt, selv for The Simpsons.

### Stemme
Marges stemme indspilles af Julie Kavner, der også lægger stemmer til Marges mor Jacqueline samt søstrene Patty og Selma. Kavner havde været en del af de regelmæssige stemmer fra The Tracey Ullman Show. Stemmerne var nødvendige for kortfilmene, så producenterne besluttede at bede Kavner og hendes kollega Dan Castellaneta om at lægge stemmer til Marge og Homer i stedet for at ansætte flere skuespillere.
Kavners kontrakt siger, at hun aldrig skal være med til at markedsføre The Simpsons på video, og at hun sjældent optræder med Marges stemme i offentligheden, fordi hun mener, det "ødelægger illusionen. Folk føler, at figurerne er rigtige mennesker." Kavner tager indspilningerne alvorligt og mener, at stemme-skuespil er "lidt mere begrænsende end rigtigt skuespil. Og jeg har intet at gøre med min figurs udvikling."
Marges ru stemme er kun lidt forskellig fra Kavners egen, der har en "honning-agtig grus-stemme", som hun siger, er på grund af "en bule på [hendes] stemmebånd".
Mens Marge er hendes mest berømte rolle, er Kavners yndlingsfigurer Patty og Selma, fordi "de er virkeligt morsomme og triste på samme tid." I The Simpsons Movie er nogle af scenerne, som Marges videobesked til Homer, blev optaget over hundrede gange, hvilket gjorde Kavner helt udmattet.
Indtil 1998 blev Kavner betalt 30.000 USD pr. afsnit. Under en lønstrid i 1998 truede Fox med at erstatte de seks vigtigste skuespillere med nye og gik så langt som at forberede castingen af nye stemmer. Striden blev imidlertid hurtigt løst, og hun modtog derefter $125.000 per afsnit til 2004, hvor skuespillerne krævede, at de skulle have $360.000 per afsnit.
Problemet blev løst en måned senere, og Kavner tjente herefter $250.000 per episode. Efter løn-forhandlinger i 2008, fik skuespillerne lønforhøjelse til cirka $400.000 per episode.

### Personlighed
Marge er en stereotyp sitcom-mor, og hun spiller også den hårdprøvede kone, der holder sine børns narrestreger og sin tåbelige mand ud. Mens hun normalt tager familiens problemer med godt humør, gav hendes arbejdsbyrde og deraf følgende stress hende nervesammenbrud i "Homer Alone" (sæson tre, 1992). Efter at været indlagt vendte hun frisk tilbage, og alle lovede at hjælpe bedre til.
Hun giver ofte en grundlæggende indføring i, hvorfor Homer og hendes ægteskab har været usikkert. Marge indrømmer, at hun "står model til en masse i [deres] ægteskab" og har forladt Homer eller smidt ham ud af huset ved flere lejligheder. En af de første episoder, der skildrer det, er "Secrets of a Successful Marriage" (sæson fem, 1994), hvor Homer begynder at undervise voksne elever om, hvordan man opbygger et succesfuldt ægteskab. Han får ikke succes i første omgang, men fanger klassens interesse, da han begynder at fortælle familiehemmeligheder, hvoraf mange vedrører Marge. Da Marge finder ud af det, er hun vred og smider ham ud. Næste dag er Homer beskidt og forpjusket og beder Marge om at tage ham tilbage ved at sige, at den ene ting han kan tilbyde hende, som ingen andre kan, er "fuldstændig og betingelsesløst afhængighed." I første omgang ser Marge det ikke som en fordel, men til sidst indrømmer hun, at han "virkelig får en pige til at føle sig ønsket." Episoder, der skildrer ægteskabelige problemer, er blevet hyppigere i de seneste sæsoner af showet. Men gennem alle genvordighederne er Marge forblevet tro mod Homer på trods af fristelser for det modsatte som den i "Life in the Fast Lane" (sæson et, 1990), hvor hun modstår den charmerende franskmand Jacques og i stedet vælger at blive hos Homer.
Marge er en omsorgsfuld, forstående og overbærende mor for Bart, men hun omtaler ham som "en stor mundfuld" og er ofte flov over hans narrestreger. I "Marge Be Not Proud" (sæson syv, 1995) føler hun, at hun pylrer for meget om Bart og giver sig til at være mere fjern overfor ham, efter at han blev taget for butikstyveri i Try n' Save. I starten af afsnittet protesterer Bart over hendes "over-pylrethed", men da hun begynder at være mere fjern overfor ham, føler han sig skyldig og bliver gode venner med hende igen.
Marge har udtrykt forståelse for sin "specielle lille fyr" og har forsvaret ham ved mange lejligheder. Hun sagde engang: "Jeg ved, at Bart kan være en pestilens, men jeg ved også, hvordan han er indeni. Han har en gnist. Det er ikke en dårlig ting ... Selvfølgelig får det ham til at gøre dårlige ting."
Marge har et godt forhold til Lisa, og de to ser generelt ud til at komme ganske godt ud af det med hinanden. Marge overbeskytter Maggie, hvilket får hende til at blive for klyngende og afhængig af Marge. I "Midnight Towboy" (sæson 19, 2007), får Marge en ekspert til at hjælpe med at gøre Maggie mere uafhængig. Men Maggie bliver så uafhængig, at hun sjældent behøver Marge. Marge begynder at savne Maggie, men i slutningen af afsnittet, begynder Maggie at få behov for hende igen.
Marge fastholder et godt forhold til sin mor Jacqueline og søstrene Patty og Selma. De to misbilliger Homer og er ikke bange for at være højrøstede omkring det. Marge har tolereret deres kritik, men har lejlighedsvis mistet tålmodigheden med dem og en enkelt gang kaldt dem "onde ånder."
Marges far, Clancy, er sjældent nævnt i serien og taler kun i to episoder. Det bliver afsløret i "Fear of Flying" (sæson seks, 1994), at Clancy har fortalt Marge, at han var pilot, men i virkeligheden var han steward. Marge opdagede det og udviklede aerofobi. Clancy har ikke haft en talende rolle siden. I "Jazzy and the Pussycats" (sæson 18, 2006) nævner Homer henkastet, at de engang deltog i Clancys begravelse.
Marge har højere moral end de fleste andre figurer og har engang stået i spidsen for et familieværdi-korstog mod det voldelige The Itchy & Scratchy Show og er et fremtrædende medlem af "Citizen's Comitee on Moral Hygiene."" Hun er ofte fornuftens stemme i byen, men mange af byens borgere er frustrerede over eller har foragt for hendes hyppige manglende anerkendelse og korrekte optræden i sociale normer.
Marge er det eneste medlem af familien, der insisterer på, at de skal gå i kirke. I "Homer the Heretic" (sæson fire, 1992) begynder Homer at skippe kirken, og Marge fortæller, at han "ikke skal tvinge mig til at vælge mellem min mand og min Gud, for den kan han bare ikke vinde."
I "Lisa the Skeptic" (sæson ni, 1997) bliver et engleskelet opdaget. Mens Lisa skvaldrer op om de mennesker, der tror, det er en engel, oplyser Marge, at hun også mener, at det er en engel. Hun fortæller Lisa, "der skal være mere mellem liv og død end blot det, vi ser; alle har brug for noget at tro på."
På trods af sin høje moral kæmper Marge med laster som ludomani. Hun har lært at tackle sin afhængighed, men den er det aldrig helt forsvundet og er fortsat en trussel, som der lejlighedsvis refereres til i showet.
Politisk holder Marge generelt med det demokratiske parti, hvor hun har støttet statens progressive guvernør Mary Baileys kandidatur, og stemt på Jimmy Carter ved begge hans præsidentvalg.

## Modtagelse
Ved de 44. Primetime Emmy Awards modtog Kavner en Primetime Emmy Award for Uovetruffen indtalingspræstation for at lægge stemme til Marge i episoden "I Married Marge" fra serie tre. I 2004 modtog Kavner og Dan Castellaneta (Homer) en Young Artist Award for "mest populære mor & far i en tv-serie". For sin præstation i The Simpsons Movie var Kavner nomineret til "Best Voice Acting in an Animated Feature" ved 2007-udgaven af Annie Awards, men tabte til Ian Holm fra Ratatouille.
Kavners følelsesmæssige præstation i filmen fik positive anmeldelser og en kritiker sagde, at hun "gav, hvad der må være den mest dybtfølte præstation nogensinde." Forskellige episoder, hvor Marge er en fremtrædende figur, har været nomineret til Emmy Awards for Uovetruffen animeret program, herunder "The Way We Weren't" i 2004, og "Life on the Fast Lane", som vandt prisen i 1990.
I 2000 blev Marge og resten af Simpson-familien tildelt en stjerne på Hollywood Walk of Fame. Stjernen ligger på Hollywood Boulevard ud for nummer 7021.
Marge er blevet placeret højt på listerne over de bedste tv-mødre gennem tiderne. Hun var placeret øverst på Entertainment Weeklys liste i 1994, først på Fox News' liste i 2005, ottende på CityNews' liste i 2008; og indgik i Time's liste over de "10 Bedste Mødre Nogensinde". I en 2004-meningsmåling i Storbritannien blev Marge kaldt "den mest respektereed mor" af respondenterne.
Den religiøse forfatter Kenneth Briggs skrev, at "Marge er min kandidat til helgen [...] Hun bor i den virkelige verden, hun lever med kriser, med fejlbehæftede mennesker. Hun tilgiver og hun laver selv fejl. Hun er en tilgivende, kærlig person [...] absolut hellig. "

## Kulturel indflydelse
I et interview fra 1. oktober 1990 i People Magazine udtalte præsidentfruen Barbara Bush, at The Simpsons var noget af det dummeste, hun havde set, men at det trods alt handlede om en familie og var relativt ordenligt. Seriens bagmænd skrev derpå i Marges navn et svar til førstedamen::
| Citat | Kære Førstedame, jeg har for nylig læst Deres kritik af min familie. Jeg blev dybt såret. Himlen skal vide, at vi langt fra er perfekte og - hvis det skal frem - måske en lille smule unormale; men som Dr. Seuss siger: "Et menneske er et menneske". Jeg forsøger at lære min børn altid at lade tvivlen komme andre mennesker til gode og ikke bagtale dem, selv hvis de er rige. Det er svært at få dem til at forstå dette råd, når landets førstedame ikke alene kalder os dumme, men "det dummeste", hun nogensinde har set. [...] Jeg håber, at det er muligt at komme ud denne konflikt. Jeg tænkte, at at muligvis ville være en god begyndelse simpelt hen at tale fra mit hjerte. | Citat |
|       | |       |

 Den 9. oktober sendte Barbara Bush et svar: "Kære Marge, hvor venligt af Dem at skrive. Jeg er glad for, at De skrev fra hjertet ... Jeg troede tåbeligt nok ikke, De havde et. Jeg ser på et billede af dem ... på en plastikkop ... hvor De med Deres blå hår fyldt med lyserøde fugle kigger ud over det hele. Åbenbart er De og Deres charmerende familie – Lisa, Homer, Bart og Maggie – på camping. Det er en dejlig familiescene. Det er klart, at De er et godt eksempel for resten af landet. Tilgiv en forhastet udtalelse."
I 2002 planlagde modstandere af Seattle Monorail Project at vise episoden "Marge vs Monorail" som en protestbegivenhed. Efter klager sendte 20th Century Fox et brev til arrangørerne med krav om, at episoden ikke blev vist på grund af loven om ophavsret. I 2004 optrådte Marge på Channel 4 i Storbritannien til Alternative Christmas Message, der årligt udsendes samtidig med, at dronning Elizabeth giver sit julebudskab.
Den 9. april 2009 afslørede United States Postal Service en serie på fem 44 cent-frimærker med Marge og de fire andre medlemmer af Simpson-familien. De er de første figurer fra en tv-serie, der har fået denne anerkendelse, mens showet stadig er i produktion. Frimærkerne, tegnet af Matt Groening, blev udsendt den 7. maj 2009.

### Merchandise
Marge er afbildet på mange The Simpsons-relaterede varer, blandt andet T-shirts, kasketter, selvklæbende etiketter, karton stand-ups, køleskabsmagneter, nøgleringe, knapper, dukker, plakater og figurer. Hun har optrådt i hvert af The Simpsons-computerspillene. Foruden tv-serien optræder Marge regelmæssigt i udgaver af Simpsons Comics, som udkom første gang den 29. november 1993, og som udkommer en gang om måneden. Marge spiller også en rolle i The Simpsons Ride, som blev lanceret i 2008 i Universal Studios Florida og Universal Studios Hollywood.
Marge dukkede op i en reklame for brandet "Dove Styling" fra 2005, hvor hendes normale bikubehår var udskiftet med en mere stilfuld frisure i en række annoncer med flere populære tegnefilmskvinder.
I oktober 2009 blev det meddelt, at Marge ville være på forsiden i november-udgaven af Playboy, der udkom den 16. oktober 2009. Hun blev vist på forsiden og på et folde-ud-billede over tre sider, og der var en historie med titlen The Devil in Marge Simpson. 20-året for The Simpsons blev fejret mange steder; også som en del af en plan om at appellere til yngre læsere.